# Distinktivní rys
Distinktivní rys je považován za základní stavební prvek jazyka. Každá hláska v jazykovém systému může být rozložena na tyto menší jednotky  .
Původní koncept distinktivních rysů navrhl Nikolaj Sergejevič Trubeckoj. Ze strukturalistického pohledu na jeho pojetí později navázali Roman Jakobson a Morris Halle a v rámci generativní fonologie tento koncept rozvinuli Noam Chomsky a Morris Halle. 

## Koncept N. S. Trubeckého
Původní východisko vznikajícího konceptu distinktivních rysů vychází z práce Nikolaje S. Trubeckého, a sice výhradně z díla Foundations of Phonology (1939). Pojem distinktivního rysu využívá za účelem klasifikace fonematických opozic, jejichž popisem a uspořádáním se zabýval  . Jedná se o popis vycházející z artikulačních rysů jednotlivých hlásek.

## Strukturalistický koncept R. Jakobsona a M. Halleho
Distinktivními rysy se dále zabýval Roman Jakobson v rámci Pražské fonologické školy. Tento strukturalistický přístup popsal v díle Fundamentals of Language (1956), jehož spoluautorem byl Morris Halle. Podle nich je foném svazkem těchto distinktivních rysů. Ty jsou definovány jako samostatné jednotky . Inventář všech distinktivních rysů má tyto rysy:
- univerzálnost (tato sada je jednotná pro všechny jazyky, může však být realizována jiným způsobem);
- redukovanost (počet rysů je co nejvíce redukován, více redundantních rysů společných určité skupině lze sloučit do jednoho, distinktivního);
- binaritu (každý distinktivní rys je zastoupen dvěma hodnotami) [3].

Klasifikace rysů oproti Trubeckého výkladu nevychází z artikulačního popisu, ale z akustických (percepčních) charakteristik jednotlivých hlásek. Důraz tedy dává na posluchače a opírá se o jasně definované akustické koreláty. Podle tohoto přístupu je totiž možné ke stejnému výsledku (k realizaci hlásek) dospět různou artikulací  .
Distinktivní rys je tedy u Jakobsona a Halleho prostředkem klasifikace prvků fonologické struktury .
Navržený inventář obsahuje 12 rysů: vokalický/nevokalický, konsonantický/nekonsonantický, nazální/orální, kompaktní/difúzní, zadržený/nezadržený, ostrý/tupý, znělý/neznělý, gravisový/akutový, snížený/nesnížený a zvýšený/nezvýšený  .

## Koncept N. Chomskeho a M. Halleho z pohledu generativní fonologie
Optikou generativní fonologie na koncept distinktivních rysů nahlížejí Noam Chomsky a Morris Halle v díle Sound Pattern of English (1968). Za nejmenší jednotku oproti strukturalistům považují foném, který je souborem distinktivních rysů. V mnoha ohledech na přístup pražského strukturalismu však navazují. Zachovávají požadavek na univerzálnost a binaritu inventáře distinktivních rysů a jejich pojetí taktéž vychází z jejich fonetického určení  .
Sadu rysů však nevyužívají jako prostředek k fonologické klasifikaci, nýbrž k vysvětlení fonologické struktury. Hodnoty jednotlivých rysů neoznačují jako Jakobson a Halle r. 1956 (př. znělý/neznělý), ale používají opozici +znělý a -znělý. Dalším rozdílem je, že se při popisu jednotlivých rysů navracejí k artikulačnímu východisku, jako tomu bylo u Trubeckého  .
Distinktivní rysy v tomto pojetí slouží k zachycování kontrastů, pomáhají při fonetickém popisu obsahu fonému a slouží k definování přirozených tříd (skupin hlásek sdílejících určitou hodnotu daného rysu) .
Navrhovaná sada zahrnuje 22 rysů: ±sonorní, ±slabičný, ±konsonantický, ±koronální, ±anteriorní, ±vysoký, ±nízký, ±zadní, ±rozložený, ±krytý, ±zaokrouhlený, ±nazální, ±laterální, ±kontinuální, ±pozvolna vypuštěný, ±stridentní, ±sání, ±přetlak, ±napjatý, ±znělý, ±rozšířená glotis a ±sevřená glotis  .

## Pozdější vývoj konceptu
Koncept distinktivních rysů se ve fonologii na základě těchto původních pojetí dále vyvíjel. Vznikly třeba další inventáře rysů nebo bylo toto pojetí rozšířeno např. v tzv. geometrii rysů, v závislostní nebo experimentální fonologii  . Vzájemné vztahy mezi distinktivními rysy vedly k rozpracování jejich hierarchizace, v rámci níž má každý rys pevnou pozici ve stromové struktuře. Skupiny rysů mohou být svázány jedním dominantním uzlem, př. kořenovým, laryngálním, supralaryngálním nebo uzlem místa artikulace .